# Muyeol de Silla
O rei Taejong Muyeol (Hangul:태종 무열왕, Hanja:太宗 武 烈 王, 604-661), nascido Kim Chunchu , foi o 29º governante de Silla , um dos Três Reinos da Coreia. Conhecido por liderar a unificação destes reinos. 

## Antecedentes
O rei Taejong Muyeol nasceu com a classificação de seonggol (ossos sagrados). Seu pai, Kim Yongsu (金龍 樹), era filho do 25º governante de Silla, o rei Jinji . Quando o rei Jinji foi derrubado, todos os membros de sua linhagem, incluindo Kim Yongsu, foram considerados incapazes de governar o reino. No entanto, como Yongsu foi um dos poucos seonggols restantes, e se casou com uma princesa seonggol (a Princesa Cheonmyeong filha do Rei Jinpyeong), seu filho, Kim Chunchu, tornou-se seonggol e, portanto, com direito ao trono. Kim Yongsu era uma figura poderosa no governo. No entanto, ele perdeu todo o seu poder para Kim Baekban, o irmão do rei. Para sobreviver, ele aceitou se tornar um jingol (osso verdadeiro, a classificação que estava logo abaixo de seonggol). Com isso perdeu sua chance de se tornar o rei, e seu filho Kim Chunchu também. Após a morte de sua tia, a Rainha Seondeok , Chunchu foi preterido em favor de Jindeok de Silla , o último seonggol verificável. Com a morte deste, não existia mais seonggols vivos, então alguém com o sangue real na hierarquia jinggol tinha que suceder o trono. Kim Alcheon (So Alcheon), que era então Sangdaedeung (Chefe do Conselho, o posto mais alto do governo) de Silla, era o favorito para suceder o trono. Seu pai foi um seonggol, que se casou com uma esposa jingol para que seu filho não sofresse com a luta pelo trono. Mas tanto, Kim Alcheon como Kim Yushin apoiaram Kim Chunchuque dessa forma sucedeu o trono como o Rei Muyeol.

## Reinado
Taejong Muyeol estava bem familiarizado com o Imperador Gaozong da Dinastia Tang , pois ele e o Imperador eram amigos antes de Gaozong se tornar um Imperador. O Rei Muyeol prestou um grande apoio ao imperador, e o imperador devolveu esse apoio ao Rei Muyeol. Muyeol constantemente implorava aos Tang reforços para destruir Baekje, ao qual o Tang finalmente concordou em 660, enviando 130.000 soldados sob o comando do General Su Dingfang . Enquanto isso, Kim Yusin partiu de Silla com 50.000 soldados e juntaram na sangrenta Batalha de Hwangsanbeol deixando Baekje devastado e desprotegido. O rei Uija de Baekje finalmente se rendeu, deixando apenas Koguryo para enfrentar Silla como adversária na península coreana.
Em junho do ano seguinte, o Rei Muyeol morreu, deixando seu filho Kim Beopmin para assumir o trono como Rei Munmu.